# Trathala ocala
Trathala ocala är en stekelart som beskrevs av Dasch 1979. Trathala ocala ingår i släktet Trathala och familjen brokparasitsteklar. Inga underarter finns listade i Catalogue of Life.